# Robert Frank
Robert Frank (født 9. november 1924 i Zürich, Schweiz, død 9. september 2019), var en vigtig figur i amerikansk fotografi og film. Han var mest kendt for bogen The Americans fra 1958.